# 根性論
根性論（こんじょうろん、英: die-hard spirit, never-give-up spirit）は、苦難に屈しない精神=根性があれば、どんな問題でも解決できる・またはどんな目標にも到達できるとする考え方（不屈の精神）であり、フランス第1次世界大戦の精神論"エラン・ヴィタール"からきている。日本では第1次世界大戦後に戦勝国として陸軍は牟田口廉也を派遣。日本に導入がされた。精神論・精神主義の一つ。東京オリンピック（1964年）の女子バレーボール日本代表チーム（いわゆる『東洋の魔女』）を金メダルに導いた大松博文によって、根性論が社会に浸透したと考えられる。

## 概要
戦後の日本では、根性論が1964年の東京オリンピックを重要な契機として流行し、支配的なスポーツ観として、あるいは高度経済成長を支えた日本人の精神的支柱として定着していったという見解が示されている。スポーツにおける根性は、東京オリンピックにおける競技者の精神的基調として見いだされ、スポーツ科学研究委員会心理部会では養成・強化すべき対象とされていた。日本体育協会編『東京オリンピック選手強化対策本部報告書』（1964年）やスポーツ科学研究委員会編『東京オリンピックスポーツ科学研究報告』（1965年）では、根性は「勝利という目標達成のために精神を集中し、困難に屈せず継続する強固な意志のこと」とされ、その養成のために猛練習やハードトレーニングが重視されていた。
東京オリンピック以降の体育関連雑誌では、スポーツと根性についての論稿が掲載されており、根性はアスリートのみに必要とされるものではなく、人びとが社会において困難な状況でも強い意志と実行力で生き抜く力として求められるものであると考えられていた。これらの論稿では、根性は精神力と概ね同じ意味として捉えられており、スポーツにおける根性は、オリンピックや世界大会の選手となるトップアスリートに限らず、学校スポーツとりわけ運動部活動における指導にも反映されていったと考えられる。また、女子バレーボール「東洋の魔女」を率いた大松博文による指導信念・哲学が、世界選手権および東京オリンピックにおける優勝によって説得力をもち、当時の人びとの生き方の指針となるメタ思想として拡大解釈されていったことも、1960年代のスポーツにおける「根性」を流行させる重要な契機であったと考えられる。大松は根性を、強烈な継続的行動や目的への執着、結果として人格のなかに生まれる精神力として捉えている。1960年代のスポーツにおける根性とは、勝利を目的・目標的要素とし、猛練習、ハードトレーニングにみられる困難な課題への継続した取り組みを方法的要素としてもち、結果として競技者という人間が形成される際に必要な強い意志、精神力と考えられた。
東京オリンピック以降に「スポーツ根性論」が大衆化していくなかで、勝利至上主義を正当化する規範や理念として効力を発揮し、しごきや暴力をともなった指導や受動的な忍従をもたらしたと考えられる。「スポーツ根性論」は、勝利至上主義的風潮のもと、徹底した競争や勝利の追求のなかで閉塞状況に置かれた際に、競技空間からの離脱や中断・切断を規制し、継続・接続を促す規範として機能していることが推察される。
ただし、同時代の人々にも根性論を批判する指導者が存在した。八田一朗は「竹やり根性」「負け犬根性」を批判し、勝利を目指すことを前提としていたはずの選手や指導者たちが、「真の実力」をつけて確実な勝利を目指さずに精神面ばかりを強調し、「万一」の勝利を目指していることが合理的でないと批判し、「真の実力」とは「肉体の力と精神力」であると主張した。八田は「根性」を「肉体の力と精神力」を有している状態であると考えた。八田の「根性」論には精神的な要素と肉体的な要素が偏りなく存在するものであった。
1960年代に成立・流行した「スポーツ根性論」は、それ以降に批判的な言説をともなって取り上げられるようになった。例えば、スポーツにおける根性は、どんなに苦しいことでも、どんな不合理なことでも、上の者に従って堪え忍び、頑張ることのできる精神力にほかならなかったということや、「根性」を「日本人好みの精神主義的色彩のつよい言葉」として捉え、スポーツにおける根性としごきの問題に言及し、勝利至上主義の問題にも関連づけた見解が示されている。また、体育・スポーツにおける根性の生成は戦前の軍隊的秩序と深くかかわっており、現代の根性はそのような性格を残しつつ、勝利至上主義と結びついていることが指摘されていた。1960年代以降のスポーツにおける根性の批判的な論説からは、勝利至上主義と関連づけた弊害が指摘され、その土壌は戦前の軍隊的秩序、精神主義にあったこととされる。これらの批判的な言説が生成してきた背景には、東京オリンピック以降、アスリートおよび実践主体の死をともなった事件（東京農業大学ワンダーフォーゲル部死のシゴキ事件、円谷幸吉の自死、拓殖大学空手部リンチ事件など）が相次いで起こり、各方面からスポーツ批判が噴出したのではないかと推察される。